# Mu (tecknad serie)
Mu (franska: Mū eller Mû) är en albumhistoria i serien Corto Maltese. Den är författad och tecknad av Hugo Pratt och tidningspublicerades på italienska mellan 1988 och 1991. Därefter samlades avsnitten i album (1992 första gången på franska).
Historien är det sista Corto Maltese-äventyret skapat av Hugo Pratt, liksom (fram till 2024) det sista enligt seriens inre historieskrivning. Berättelsen är en fri fortsättning på episoderna i Sous le signe du Capricorne (Äventyr i Karibien + Når vi taler om lykkeriddere…) och Corto toujours un peu plus loin. I den här berättelsen möter vi Levi Colombia och Tristan Bantam cirka åtta år senare, i en historia där de fortsätter sitt letande efter den försvunna kontinenten (Mu) någonstans i Mesoamerika.

## Handling

### Rollfigurer
I historien figurerar ett antal seriefigurer som är kända sedan tidigare Corto Maltese-album. Dessa är titelfiguren Corto Maltese, den ryske matrosen och Cortos vän Rasputin (ofta kallad "Raspa"), Tristan Bantam (ung arkeologiprofessor), Jeremiah Steiner (före detta professor vid Prags universitet), Soledad Lokäarth (evangelist bosatt i Västindien), Levi Colombia (sydamerikansk antikvitetshandlare och affärsman) och "Gyllenmun" ("Bouche Dorée" i den franska översättningen; brasiliansk magiker bosatt i Salvador). Här finns även Morgana, liksom Cain Groovesnore och "Munken" från Balladen om det salta havet.
Nya figurer för denna historia är Jesus-Maria (indian och vän till Soledad), Dandy Roll (ledare för en piratliga) och Tracy Eberhard. Den sistnämnda personen är baserad på den historiska Amelia Earhart.

### Handling
Tiden är 1925, alternativt "någonstans mellan 1924 och 1925", där Corto Maltese är på jakt efter legendernas Atlantis. Innan sökandet tar sin början stöter han på "Tracy Eberhard", en våghalsig flygpilot som säger sig vara bekant med den likasinnade Amelia Earhart.
Efter att ha klarat av provet i den harmoniska labyrinten, når Corto till slut fram till Mu. Detta är en ö som ska vara belägen under marken på Quetzal-ön, vid basen av en slocknad vulkan. Det här kungadömet leds av den sköna drottningen Anti, vilken omges av sina kvinnliga krigare.

## Produktion och bakgrund
Historien tar vid efter den föregående och i princip oavslutade Corto Maltese-historien Rosa alchemica. Pratt förberedde flera sidor på en fortsättning, men i en längtan tillbaka till "det stora äventyret" skapade han en historia med mer exotism och mindre av litterära referenser. Hans val stod mellan en jakt efter en gammal stad i Guatemala och en historia i Sydostasien, som en sorts fortsättning på La Jeunesse de Corto. Till slut bestämde han sig för det amerikanska spåret, där gestaltningen av Mu fungerade som Pratts egen version av letandet efter Atlantis.
Historien knöt också an till Sous le signe du Capricorne, med flera av seriefigurerna från den berättelsesviten närvarande här. Mellan 1916 och 1925  har Tristan Bantam både studerat och erhållit en tjänst på Trinity College vid University of Cambridge. Pratts egen forskning inför Mu-berättelsen inkluderade studier under en resa till Påskön, läsning av James Churchward, berättelser av skaparna till den tecknade serien Tom Trick och italienaren Scolari.
Pratts rättighetsbolag anser att historien omges av en ödesmättad stämning, förstärkt av återupprepandet av Atlantis-myten från de tidigaste episoderna i serien från 1970 och återseendet av ett antal av seriefigurerna från dessa serieavsnitt. Denna skulle kunna förutspå att albumet i tonen markerar avslutningen av Corto Malteses äventyr.

## Utgåvor (ursprungligt[3])

### Förpublicering
- Mu, i tidningen Corto Maltese, 12/1988–6/1989 (63–69) + 1–9/1991 (88–96). (italienska)
- Mu, i tidningen Corto, 11/1989 (första halvan). (franska)

### Albumutgåvor
- 1992 – Mū, Casterman (utgåvor i sv/v resp. färg) (franska)